# Tom Sewell
Tom Sewell (nacido el 11 de marzo de 1962 en Pensacola, Florida) es un exjugador de baloncesto estadounidense que disputó 21 partidos en su única temporada en la NBA, jugando pòsteriormente en Francia, Holanda y Rusia. Con 1,96 metros de estatura, jugaba en la posición de escolta.

## Universidad
Tras un año en el pequeño Junior College de Amarillo, jugó durante tres temporadas con los Cardinals de la Universidad Lamar, en las que promedió 15,0 puntos y 6,1 rebotes por partido.

## Profesional
Fue elegido en la vigésimo segunda posición del Draft de la NBA de 1984 por Philadelphia 76ers, quienes directamente lo traspasaron a Washington Bullets a cambio de una primera ronda del draft de 1988. Pero en los Bullets solo llegó a disputar 21 partidos, en los que anotó 20 puntos.
Tras su fracaso en la NBA, jugó una temporada en los Detroit Spirits de la CBA antes de irse a jugar a Europa, donde desarrollaría toda su carrera en el AS Monaco Basket de la liga francesa, el Donar Groningen VGNN de Holanda y el Volgograd de la liga rusa.

## Estadísticas de su carrera en la NBA

### Temporada regular
| Temporada | Edad | Equipo             | Liga | P  | TIT | MIN | TC  | TCA | %TC  | 3P  | 3PA | %3P  | TL  | TLA | %TL  | R.OF. | R.DEF. | REB | ASIS | ROB | TAP | PER | FP  | PTS |
| 1984-85   | 22   | Washington Bullets | NBA  | 21 | 0   | 4.1 | 0.4 | 1.7 | .250 | 0.0 | 0.1 | .000 | 0.1 | 0.2 | .500 | 0.1   | 0.1    | 0.2 | 0.3  | 0.1 | 0.0 | 0.3 | 0.6 | 1.0 |
| Total     |      |                    | NBA  | 21 | 0   | 4.1 | 0.4 | 1.7 | .250 | 0.0 | 0.1 | .000 | 0.1 | 0.2 | .500 | 0.1   | 0.1    | 0.2 | 0.3  | 0.1 | 0.0 | 0.3 | 0.6 | 1.0 |